# العلاقات السلوفاكية السورينامية
العلاقات السلوفاكية السورينامية هي العلاقات الثنائية التي تجمع بين سلوفاكيا وسورينام.

## مقارنة بين البلدين
هذه مقارنة عامة ومرجعية للدولتين:
| وجه المقارنة                                              | سلوفاكيا                                                       | سورينام                        |
| --------------------------------------------------------- | -------------------------------------------------------------- | ------------------------------ |
| المساحة (كم2)                                             | 49.03 ألف                                                      | 163.27 ألف                     |
| عدد السكان (نسمة)                                         | 5.44 مليون                                                     | 563.40 ألف                     |
| الكثافة السكانية (ن./كم²)                                 | 110.95                                                         | 3.45                           |
| العاصمة                                                   | براتيسلافا                                                     | باراماريبو                     |
| اللغة الرسمية                                             | اللغة السلوفاكية                                               | اللغة الهولندية                |
| العملة                                                    | كرونة سلوفاكية، يورو                                           | دولار سورينامي، غيلدر سورينامي |
| الناتج المحلي الإجمالي (بليون دولار)                      | 95.77 مليار                                                    | 3.32 مليار                     |
| الناتج المحلي الإجمالي (تعادل القوة الشرائية) بليون دولار | 162.34 مليار                                                   | 9.07 مليار                     |
| الناتج المحلي الإجمالي الاسمي للفرد دولار أمريكي          | 16.09 ألف                                                      | 9.48 ألف                       |
| الناتج المحلي الإجمالي للفرد دولار أمريكي                 | 30.46 ألف                                                      | 16.64 ألف                      |
| مؤشر التنمية البشرية                                      | 0.844                                                          | 0.714                          |
| رمز المكالمات الدولي                                      | +421                                                           | +597                           |
| رمز الإنترنت                                              | .sk                                                            | .sr                            |
| المنطقة الزمنية                                           | توقيت وسط أوروبا، ت ع م+01:00، ت ع م+02:00، أوروبا/براتيسلافا ‏ | 00                             |

## منظمات دولية مشتركة
يشترك البلدان في عضوية مجموعة من المنظمات الدولية، منها:
| علم المنظمة | اسم المنظمة                        | تاريخ انضمام سلوفاكيا | تاريخ انضمام سورينام |
| ----------- | ---------------------------------- | --------------------- | -------------------- |
|             | يونسكو                             | 9 فبراير 1993         | 16 يوليو 1976        |
|             | وكالة ضمان الاستثمار متعدد الأطراف | 1993                  | 2 يوليو 2003         |
|             | الأمم المتحدة                      | 19 يناير 1993         | 4 ديسمبر 1975        |
|             | الاتحاد البريدي العالمي            | ?                     | ?                    |
|             | البنك الدولي للإنشاء والتعمير      | 1993                  | 27 يونيو 1978        |
|             | الاتحاد الدولي للاتصالات           | 23 فبراير 1993        | 15 يوليو 1976        |
|             | منظمة حظر الأسلحة الكيميائية       | ?                     | ?                    |
|             | مؤسسة التمويل الدولية              | 1993                  | 1 سبتمبر 2011        |
|             | منظمة التجارة العالمية             | ?                     | ?                    |
|             | منظمة الشرطة الجنائية الدولية      | ?                     | ?                    |

## وصلات خارجية
- موقع وزارة الخارجية السلوفاكية
- موقع وزارة الخارجية السورينامية